# A maflás
A maflás (eredeti cím: Here Comes the Boom) 2012-ben bemutatott amerikai sportvígjáték, melyet Frank Coraci rendezett. A forgatókönyvet Allan Loeb, valamint a filmet producerként és főszereplőként is jegyző Kevin James írta. További fontosabb szerepekben Henry Winkler, Salma Hayek és Bas Rutten látható.
Az Amerikai Egyesült Államokban 2012. október 12-én mutatták be a mozikban. Magyarországon november 8-án debütált az InterCom forgalmazásában. A film összességében vegyes kritikákat kapott, de bevételi szempontból jövedelmező volt.

## Cselekmény
|  | Alább a cselekmény részletei következnek! |

Az egykori főiskolai birkózó, a 42 éves Scott Voss (Kevin James) unja magát és kezd kiábrándulni a biológia tanár szakmájából a Wilkinson középiskolában. Az iskolát hamarosan veszély kezdi fenyegeti, ugyanis gazdasági megszorítások miatt meg akarják szüntetni a zeneprogramot, amely azt eredményezné, hogy a zenetanár barátját, Martyt (Henry Winkler) elbocsátják. Scott a kollégájával és a tanítványaival aggódva megpróbál 48 000 $-t szerezni a zeneprogram fennmaradásáért. Eleinte esti tagozatos oktatóként tanít állampolgárságot. Egyik tanítványa, Niko (Bas Rutten) az egyik nap megközelíti, hogy nem korrepetálná-e őt. Scott vonakodva, de beleegyezik. Amikor megérkezik Niko lakására, rájön, hogy Niko a vegyes harcművészetek (MMA) bajnoka volt egykor. Miközben nézi az UFC-t a lakásában, Scott megtudja, hogy a győztes nyereménye a harcért 50 000 $. Az a gondolat járja át, hogy ezzel rögtön sok pénz kereshet, ezért MMA harcosnak kezdi magát kiképezni. Niki segít neki az edzésben, később egy másik edző is felbukkan, akit Marknak (Mark DellaGrotte) hívnak. Míg Mark edz Scottal, Malia De La Cruz (Charice Pempengco), az egyik diák és egyben a zenekar tagja segít Nikónak tanulmányozni az állampolgárságot, azáltal, hogy információkat ad neki dalok formájában. Scott ezután kisebb MMA küzdelmeket kezd és fokozatosan egyre nagyobb mennyiségű pénzt visz az iskolának.
Scottnak végül sikerül összehoznia egy vacsoraidőpontot az iskola védőnőjével, Bellával (Salma Hayek), majd kimutatják az egymás iránti érzett szeretetet, miközben a nő próbálja Scottban újraéleszteni a tanítás szenvedélyét. Mark találkozik Scottal és elmondja neki, hogy felajánlottak neki egy UFC küzdelmet, azzal a bizonyossággal, hogy 10 000 $-t nyerhet ha elveszti a meccset, ám Niko ezt cáfolja. Amikor Scott dühösen szembesül Nikóval, Niko bocsánatot kér, és bevallja, hogy azért utasította vissza a lehetőséget, mert féltékeny volt - régen maga Niko is elfogadta az UFC harcot, ám edzés közben nyaksérülést szenvedett, így véget ért az eddigi pályafutása. Végül Niko és Scott is elfogadják a mérkőzést. A csapat elutazik Las Vegasba az UFC eseményre. Amint megérkeznek, Scott megtudja, hogy az iskola igazgatóhelyettese elsikkasztotta az eddigi összes beadott pénzt a zeneprogramban, vagyis az eddigi minden erőfeszítés elveszett, a férfit pedig börtönbe zárták. Megtudja, hogy 50 000 $-t kapna, ha megnyeri a harcot, viszont ha elveszíti, akkor 10 000 $-t vihet el.
Scott meglepődik a közönség előtt, amikor az iskolai diákjai és a zenekar eljött, hogy támogassák őt. A zenekar kicsit felspécizve eljátssza a bevonulódalát, majd Marty emlékezteti, hogy ha nem is nyer, de ő inspirálta a diákokat a valódi céljuk eléréséhez. Scottnak ez az első olyan versenye, amelyben rendkívül veszélyes ellenféllel küzd meg; Ken Dietrich, akit feldühített az eredeti ellenfelének lemondása, mert ő szerinte "nem érdemelték volna meg", hogy az UFC-ben megküzdjenek. Ahogy Scott látja az aggodalmat és az ihletet a diákjain, sikerül megnyernie a küzdelmet, ami 50 000 $-os győzelemmel, valamint Dietrich tiszteletével zárul. Scott és Bella megcsókolják egymást a nyolcszögű kerítés között.
A zárójelenetben az állampolgársági ünnepen Scott összes diákja és Niko megkapják az amerikai állampolgárságot.
|  | Itt a vége a cselekmény részletezésének! |

## Szereplők
| Színész              | Szereplő                 | Magyar hang          |
| -------------------- | ------------------------ | -------------------- |
| Kevin James          | Scott Voss               | Holl Nándor          |
| Salma Hayek          | Bella                    | Pikali Gerda         |
| Henry Winkler        | Marty                    | Tahi Tóth László     |
| Greg Germann         | Betcher igazgató         | Széles Tamás         |
| Joe Rogan            | önmaga                   | Király Attila        |
| Gary Valentine       | Eric Voss                | Faragó András        |
| Bas Rutten           | Niko                     | Törköly Levente      |
| Reggie Lee           | Mr. De La Cruz           | Csík Csaba Krisztián |
| Charice              | Malia De La Cruz         | Pekár Adrienn        |
| Mark DellaGrotte     | önmaga                   | Nagypál Gábor        |
| Mookie Barker        | Elkins igazgatóhelyettes | Imre István          |
| Jackie Flynn         | Joe Duffy                | Kapácsy Miklós       |
| Nikki Tyler-Flynn    | Molie Streb              | Spilák Klára         |
| Melissa Peterman     | Lauren Voss              | Peller Anna          |
| Thomas C. Gallagher  | Peter Voss               |                      |
| Blaine Stevens       | Mary Shannon Voss        |                      |
| J. Michael Trautmann | Derrick                  | Baráth István        |
| Shelly Desai         | Miguel                   | Hollósi Frigyes      |
| Mike Goldberg        | önmaga                   | Bognár Tamás         |
| Bruce Buffer         | önmaga                   | Welker Gábor         |
| Herb Dean            | önmaga                   | Galambos Péter       |
| Nicholas Turturro    | Bíró a második meccsen   | Barabás Kiss Zoltán  |
| Lenny Clarke         | Dietrich rajongója       | Rosta Sándor         |
| Mark Muñoz           | Romero                   |                      |
| Jason Miller         | Patrick Murray           |                      |

## A film készítése
A forgatás 2011. március 28-án kezdődött, Boston (Massachusetts) környékén. 2011. május 25-től Lowell és Quincy területén is forgattak, majd a felvételi munkálatok 2011 júniusában értek véget.

## Fogadtatás
A film vegyes kritikákat kapott. A Metacritic weboldalon a film értékelése 40% a 100-ból, 26 vélemény alapján. A Rotten Tomatoeson 38%-os minősítést szerzett, 92 értékelés alapján.
A nyitóhétvégén a film 11,8 millió dollárt termelt, világszerte bruttó 72 millió dollárral zárult.

## Médiakiadás
Az Amerikai Egyesült Államok 1. régiójában 2013. február 5-én jelent meg DVD-n. Az Egyesült Királyság 2. régiójában 2013. március 18-án adta ki a Sony Pictures Home Entertainment. Magyarországon 2013. március 20-án jelent meg DVD-n és Blu-rayen.

## A film zenéje
- versions by Neil Diamond and Charice are heard in the film - "Holly Holy" -
- A-Teens – "Bouncing off the Ceiling (Upside Down)"
- Wolfmother – "Joker & the Thief"
- Sak, Williams and Welch –"Optimus Bellum Domitor"
- P.O.D. – "Boom"
- Jimmy "Bo" Horne – "Spank"
- L.A. Style – "James Brown Is Dead"
- Refused – "New Noise"
- Neil Diamond – "Holly Holy"
- Jonathan Cain – "Faithfully"
- Neil Diamond ft. UltraLove – "Holly Holy (NSFW Remix)"
- Joseph Anderson – "Pictures"
- Godsmack – "I Stand Alone"
- Steve Azar – "Doin' It Right (Delta Mix)"